# 뇌고랑
뇌고랑 또는 뇌구(腦溝,sulcus)는 해부학적으로 보통 대뇌의 표면에 나 있는 홈(고랑)을 지칭한다. 그러나 소뇌,교뇌등에서도 보여지는 고랑을 가리키는 용어로도 사용된다. 한편 이랑은 뇌회(腦回 , gyrus)를 가리킨다.

## 여러 뇌구들
대뇌구(大腦溝)는 대뇌의 표면에 나 있는 홈을 소뇌구(小腦溝)는 소뇌의 소엽을 분리하는 깊은 고랑이다. 연수교뇌구(延髓橋腦溝)는 숨뇌와 다리뇌의 경계를 이루는 가로 고랑으로 이 고랑에서 여섯째, 일곱째, 여덟째 뇌신경 뿌리가 일어난다. 후각뇌구(嗅覺腦溝)는 대뇌 반구의 아래쪽 면에 있는 갈라진 틈새로 해마방회(parahippocampal gyrus)의 앞쪽 부위를 측두엽의 나머지 부분에서 분리한다.

## 같이 보기
- 변연계
- 뇌열